# Pygommatius jaculator
Pygommatius jaculator là một loài ruồi trong họ Asilidae. Pygommatius jaculator được Walker miêu tả năm 1851.